# Canatlán (kommun)
Canatlán är en kommun i Mexiko.   Den ligger i delstaten Durango, i den centrala delen av landet, 800 km nordväst om huvudstaden Mexico City.
Följande samhällen finns i Canatlán:
- Canatlán
- José Guadalupe Aguilera (Santa Lucía)
- José Guadalupe Aguilera (La Granja)
- Colonia Anáhuac
- General Martín López
- Donato Guerra
- Nogales
- Cerro Gordo
- José Cruz Gálvez
- Predio Santa Cruz de las Huertas